# Abbott i Costello w Hollywood
Abbott i Costello w Hollywood (ang. Abbott and Costello in Hollywood) – amerykański  film komediowy z 1945 roku z udziałem znanego w tamtych czasach duetu komików Abbott i Costello. 

## Obsada
- Bud Abbott jako Buzz Kurtis
- Lou Costello jako Abercrombie
- Frances Rafferty jako Claire Warren
- Bob Haymes jako Jeff Parker (wystąpił pod nazwiskiem Robert Stanton)
- Jean Porter jako Ruthie
- Warner Anderson jako Norman Royce
- Rags Ragland jako on sam (wystąpił pod nazwiskiem 'Rags' Ragland)
- Mike Mazurki jako Klondike Pete
- Carleton G. Young jako Gregory LeMaise
- Donald MacBride jako Dennis Kavanaugh
- Edgar Dearing jako policjant w studiu
- Marion Martin jako panna Milbane
- Arthur Space jako reżyser
- William Phillips jako asystent Dennisa Kavanaugh (wystąpił pod nazwiskiem Wm. 'Bill' Phillips)